# ژایر کوئرو
ژایر کوئرو (به انگلیسی: Jair Cuero،  زادهٔ ۲ آوریل ۱۹۹۳) یک کشتی‌گیر فرنگی‌کار اهل کشور کلمبیا است. وی سابقه حضور در المپیک ۲۰۲۴ پاریس را دارد.